# Hogna rufimanoides
Hogna rufimanoides is een spinnensoort in de taxonomische indeling van de wolfspinnen (Lycosidae).
Het dier behoort tot het geslacht Hogna. De wetenschappelijke naam van de soort werd voor het eerst geldig gepubliceerd in 1908 door Embrik Strand.

## Voorkomen
De soort komt voor in Peru en Bolivia.